# Pierre-Marie Gault de Saint-Germain
Pierre-Marie Gault de Saint-Germain, né à Paris le 9 février 1754 et mort dans la même ville le 11 novembre 1842, est un peintre, historien de l'art et critique d'art français.

## Biographie
Il est l'élève de Louis-Jacques Durameau vers 1772-1774. À partir de 1791, il expose des œuvres dans les Salons de peinture.
En 1792, il quitte Paris pour échapper à la Terreur et se réfugie à Clermont-Ferrand. De 1792 à 1794, il enseigne le dessin à l'École centrale de Clermont-Ferrand et, de 1794 à 1796, il s'occupe de la conservation des monuments historiques du Puy-de-Dôme. Il a parmi ses élèves le jeune Thomas Degeorge. Il regagne Paris en 1797. À partir de cette période, son activité de peintre l'occupe moins que son travail d'érudition ; son idéal est celui du « peintre-penseur ». En 1809-1810, on le trouve à Guéret, où il enseigne le dessin. En 1825, il est professeur à l'École royale de mathématiques et de dessin.
Il a publié régulièrement des articles de critique d'art et d'histoire de l'art dans le Journal des beaux-arts et de la littérature, l’Observateur des beaux-arts, journal des arts du dessin, de la musique, de l’art dramatique, le Journal des artistes et des amateurs ou l’Observateur des beaux-arts et d'autres journaux. Il a notamment étudié Léonard de Vinci, dont il donne une nouvelle édition du Traité de la peinture en 1803, et Nicolas Poussin.
D'une grande érudition, il a rempli de nombreux cahiers de recherches encyclopédiques, qui ne portent pas seulement sur l'art mais aussi sur les sciences naturelles. On lui doit même une édition de la correspondance de Madame de Sévigné (1823).
Pierre-Marie Gault de Saint-Germain a été pensionnaire du roi de Pologne. Il était le mari de la peintre d'origine polonaise Anna Rajecka.

## Ouvrages
- Traité de la peinture de Léonard de Vinci, précédé de la Vie de l’auteur et du Catalogue de ses ouvrages, nouvelle édition, Paris, Perlet, an XI-1803.
- Vie de Nicolas Poussin considéré comme chef de l’école française, suivie de notes inédites et authentiques sur sa vie et ses ouvrages, Paris, P. Didot, 1806.
- Les Trois Siècles de la peinture en France, Paris, Belin fils, 1808, 351 p. (texte archivé).
- Lettres de Madame de Sévigné, de sa famille et de ses amis, édition ornée de vingt-cinq portraits dessinés par Devéria, augmentée de plusieurs lettres inédites, des cent cinq lettres publiées en 1814 par Klostermann, Paris, Dalibon, 1823, 12 vol.

## Hommages
- Une rue Gault de Saint-Germain se trouve à Clermont-Ferrand, dans le quartier de la cathédrale.